# Stichovice
Stichovice je součást obce Mostkovice. Nachází se západně od Prostějova a východně od Plumlova. Na jihozápadní straně sousedí s plumlovskou přehradou a na severu Stichovic se nachází stichovické letiště vybudované před druhou světovou válkou.
Stichovice patřily od 17. století do plumlovského panství. V letech 1980 až 1990 byly Stichovice spolu s Mostkovicemi místní částí města Prostějova. Na bývalé návsi se nachází hranolovitá kaple sv. Andělů strážných se zvonicí. Byla postavena v roce 1793 a v 90. letech 20. století upravena do současné podoby. Na pravé straně od vchodu se nachází pamětní deska s textem:
V této obci, ve Stichovicích č.49, se narodil 20. 7. 1888 prelát Msgre ThDr. František Cinek apoštolský protonář, první rektor University Palackého, profesor a děkan Cyrilometodějské bohoslovecké fakulty v Olomouci, vychovatel kněžského dorostu, životopisec Antonína C. Stojana a významný pracovník cyrilometodějského unionizmu na Velehradě.

## Rodáci
- Th.Dr. František Cinek – římskokatolický teolog

## Fotogalerie

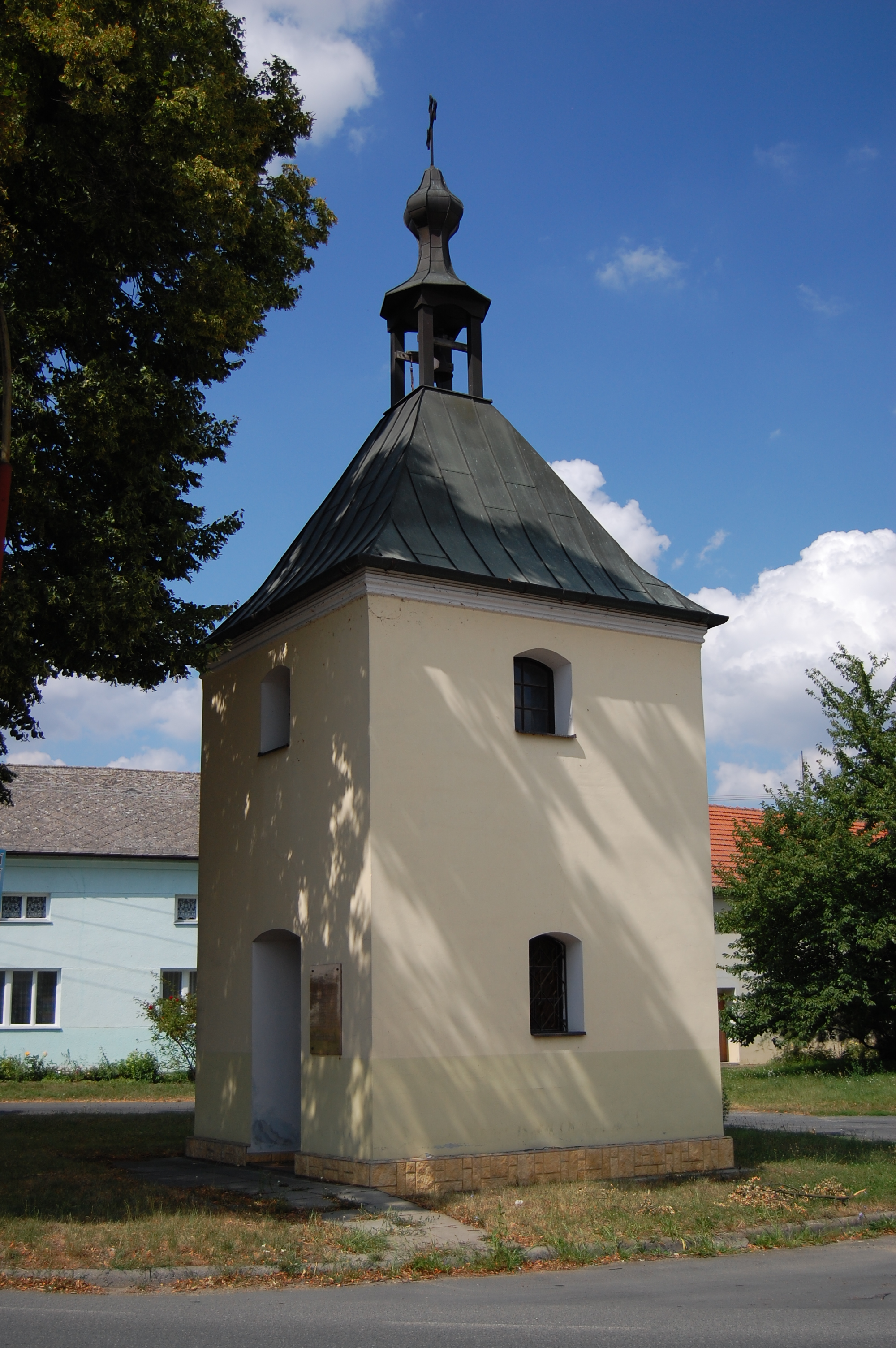
kaplička
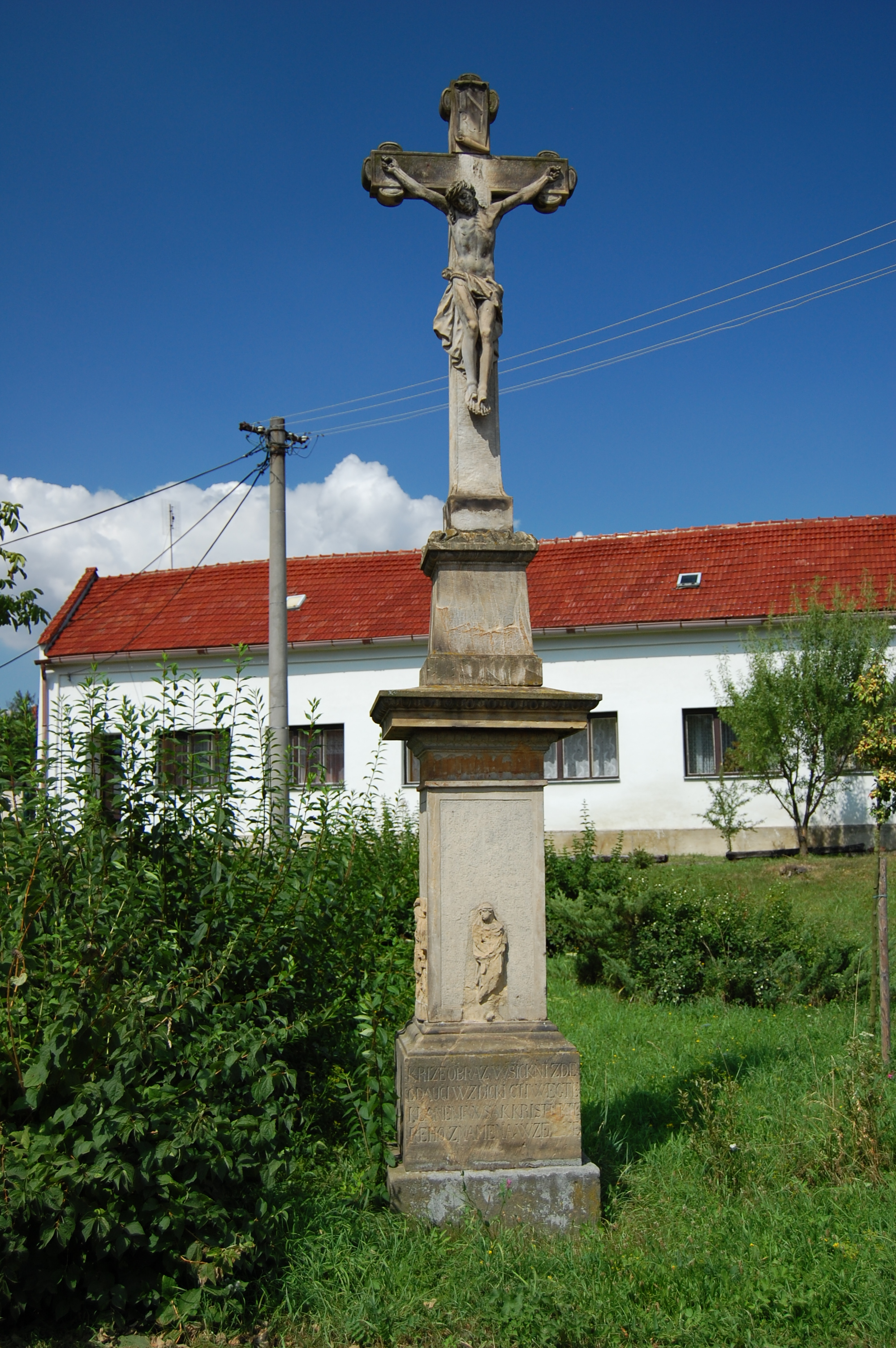
krucifix u cesty do Plumlova
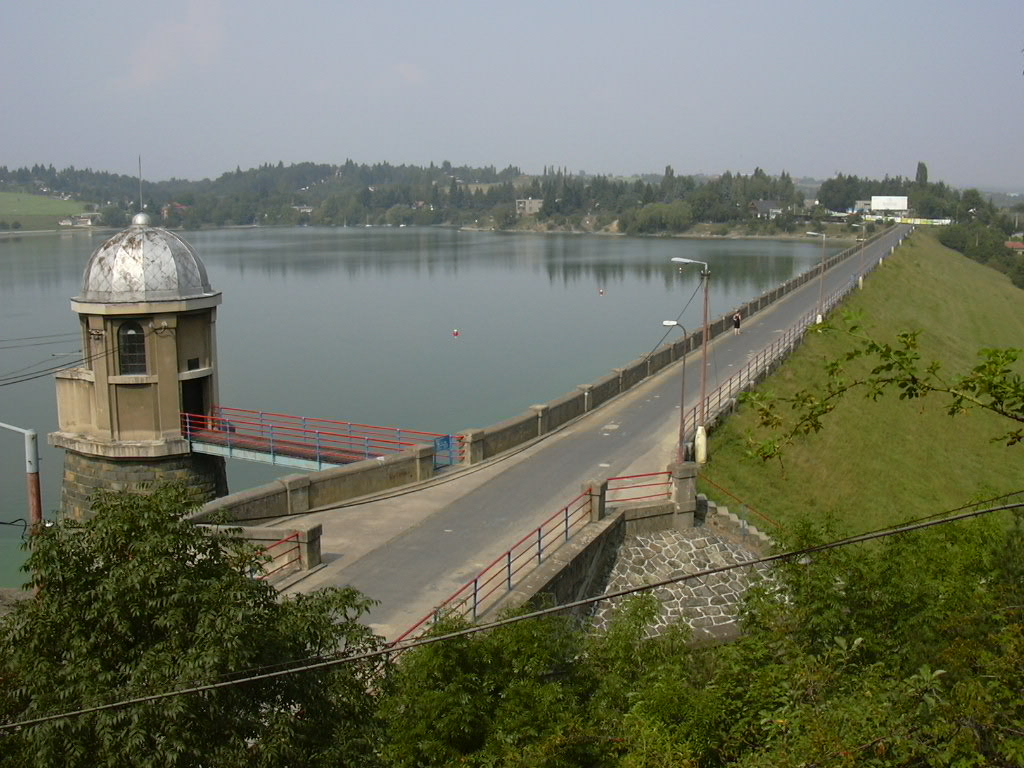
hráz Plumlovské přehrady
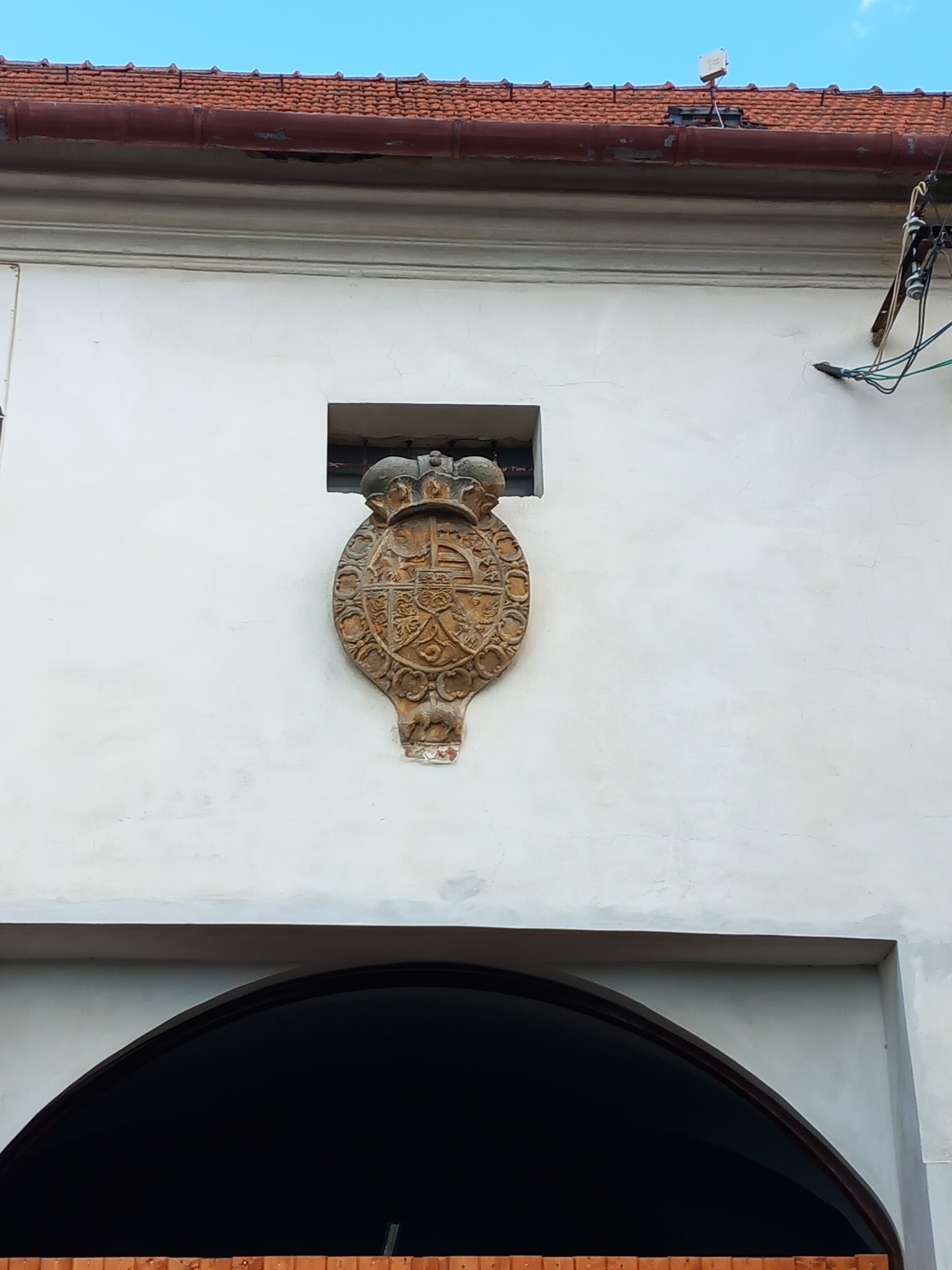
Lichtenštejnský erb na bývalém stichovickém mlýnu